# Делагард, Август Осипович
Август Осипович Делагард (фр. Augustin-Marie-Balthasar-Charles Pelletier de Lagarde; 1780—1834) — генерал-майор русской и французской службы, участник Наполеоновских войн, пэр Франции (1823).

## Биография
Родился в 1780 году, происходил из французских дворян, эмигрировавших из Франции после прихода к власти Наполеона. Служил в мальтийской армии в чине лейтенанта. В 1800 году российский император Павел I пожаловал Делагарду орден св. Иоанна Иерусалимского.
На российскую военную службу принят 21 сентября 1801 года подпоручиком, был зачислен по квартирмейстерской части с назначением в адъютанты к инспектору по кавалерии Днестровской инспекции маркизу Ж. Ф. Дотишампу.
В 1805 году принимал участие в походе в Австрию и принимал участие в Аустерлицком сражении.
В августе 1806 года был зачислен в лейб-гвардии Егерский полк и в 1806—1807 годах сражался в Восточной Пруссии и за отличие был произведён в штабс-капитаны. Вслед за тем в 1808—1809 года он участвовал в делах со шведами в Финляндии и 20 мая 1808 года ему было пожаловано золотое оружие с надписью «За храбрость». 16 июля 1808 года он был награждён орденом Св. Георгия 4-й степени (№ 905 по кавалерскому списку Судравского и № 1997 по списку Григоровича — Степанова)
В воздаяние отличного мужества и храбрости, оказанных в сражениях против шведских войск 13, 14 и 19 июня при Куопио, где отражал повсюду с примерною неустрашимостию все неприятельские предприятия.
В июне 1811 года получил чин полковника.
В рядах лейб-гвардии Егерского полка Делагард принял участие в отражении нашествия Наполеона в Россию, в Бородинском бою был ранен пулей в левый бок навылет.
По изгнании французов Делагард в 1813 году перешёл границу Российской империи и был в походе в Германии, сражался под Люценом, Бауценом, Кульмом (за что получил особый Железный крест от Короля Пруссии), Лейпцигом. В кампании 1814 года во Франции он был в делах под Ла-Ротьером, Фер-Шампенуазом и при взятии Парижа. 14 августа 1814 года был назначен шефом 48-го егерского полка. 15 мая 1814 года получил чин генерал-майора и должность командира егерской бригады 17-й пехотной дивизии.
Среди прочих наград за отличия в войнах против Наполеона Делагард имел ордена Св. Владимира 3-й степени и Св. Анны 2-й степени с алмазными знаками.
По окончательном падении Наполеона Делагард 1 марта 1815 года подал в отставку из российской службы, по приглашению короля Людовика XVIII перешёл на службу во французскую армию и назначен военным комендантом Нима. В 1816 году Делагард становится министром, а в 1822 году послом в Испании. В 1823 году Делагард получил титул пэра Франции и орден Святого Людовика.
Скончался в 1834 году.